# Melananthus multiflorus
Melananthus multiflorus är en potatisväxtart som beskrevs av L. A. F. Carvalho. Melananthus multiflorus ingår i släktet Melananthus och familjen potatisväxter. Inga underarter finns listade i Catalogue of Life.